# Ryosuke Sagawa
Ryosuke Sagawa (佐川 亮介 Sagawa Ryosuke?), född 17 juli 1993 i Tokyo prefektur, är en japansk fotbollsspelare.
Sagawa började sin karriär 2016 i YSCC Yokohama.